# Druzno
Der Druzno (auch Drużno), deutsch Drausensee, ist ein See in der polnischen Woiwodschaft Ermland-Masuren.

## Geographische Lage
Der See liegt etwa 30 Kilometer südlich der Danziger Bucht in der Nähe der Ostseeküste, 20 Kilometer südlich des Frischen Haffs, fünf Kilometer südlich der Stadt Elbląg (Elbing) und 15 Kilometer westlich der Stadt Pasłęk (Preußisch Holland).

## Geschichte und Beschaffenheit
Der Name des Sees, der früher auch See Drausen genannt wurde, geht auf den baltischen Volksstamm der Pruzzen zurück, die ihn Drussino oder Drußno nannten.
Der Druzno ist 9,7 Kilometer lang und 2 Kilometer breit. Er ist der Überrest eines großen Seebeckens, das sich in älteren Zeiten bis Preußisch Holland erstreckte. Der See ist mit einer mittleren Tiefe von drei Metern verhältnismäßig flach. Seine Ausdehnung war in früheren Jahrhunderten deutlich größer, doch im Lauf der Zeit wurde dem See Land abgewonnen. Gegen Ende des 19. Jahrhunderts und Anfang des 20. Jahrhunderts, als der See auf der Grenze von West- und Ostpreußen lag, wurde seine Ausdehnung mit zehn Kilometer Länge und vier Kilometer Breite angegeben.
Durch den See führen Schifffahrtslinien und Kanuwege, die wegen der starken Verkrautung des Gewässers teilweise mit Seezeichen markiert sind. Darunter ist auch die Linie von Elbląg (Elbing) durch den Oberländischen Kanal bis nach Małdyty (Maldeuten). Sein Hauptzufluss ist die Dzierzgoń (Sorge), sein Abfluss die Elbląg (Elbing).
Der Handelsort Truso lag am Ufer des Drausensees, als dieser noch Teil des Frischen Haffs war.

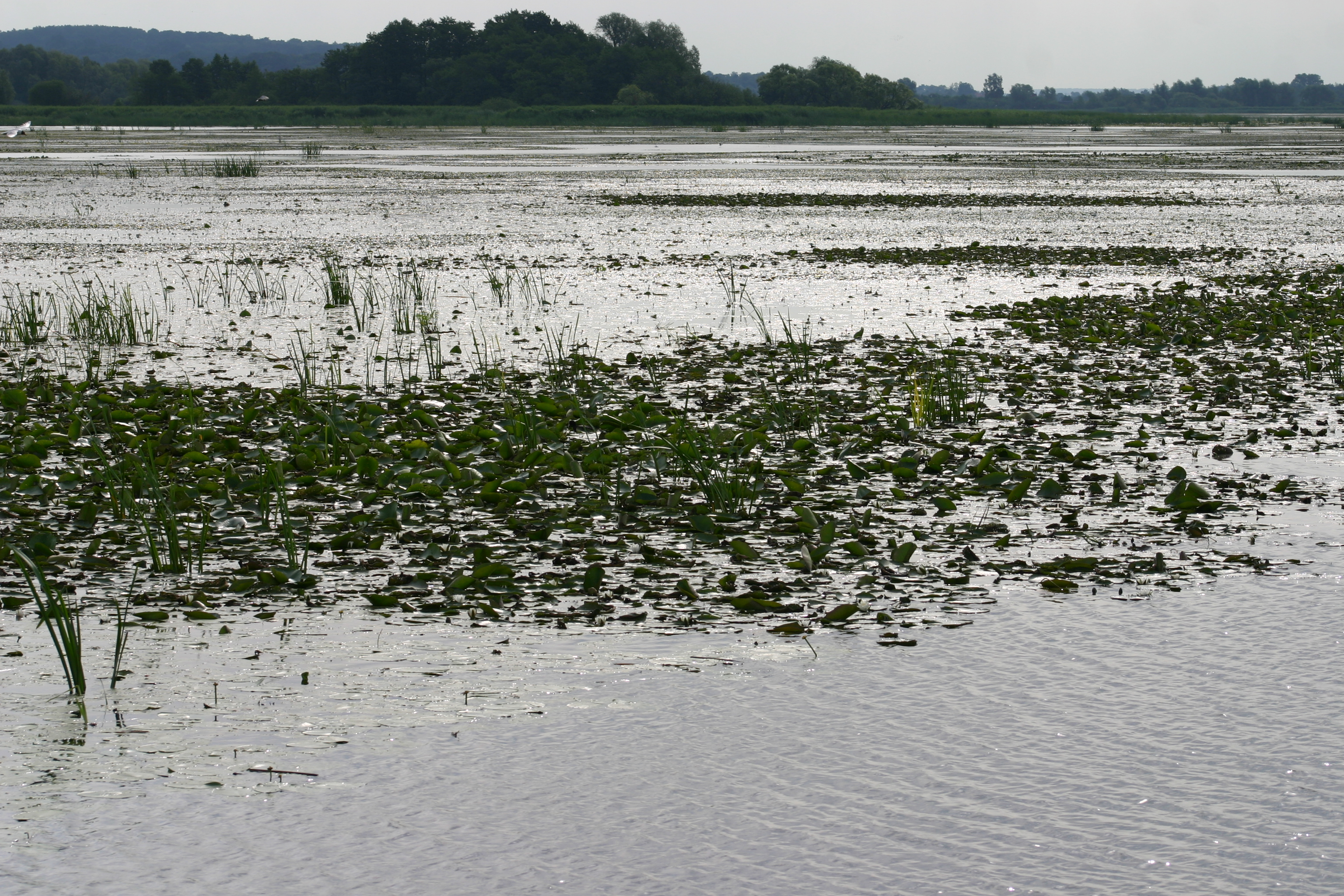
Druzno, in Ufernähe von Wasserpflanzen überwuchert (2008)
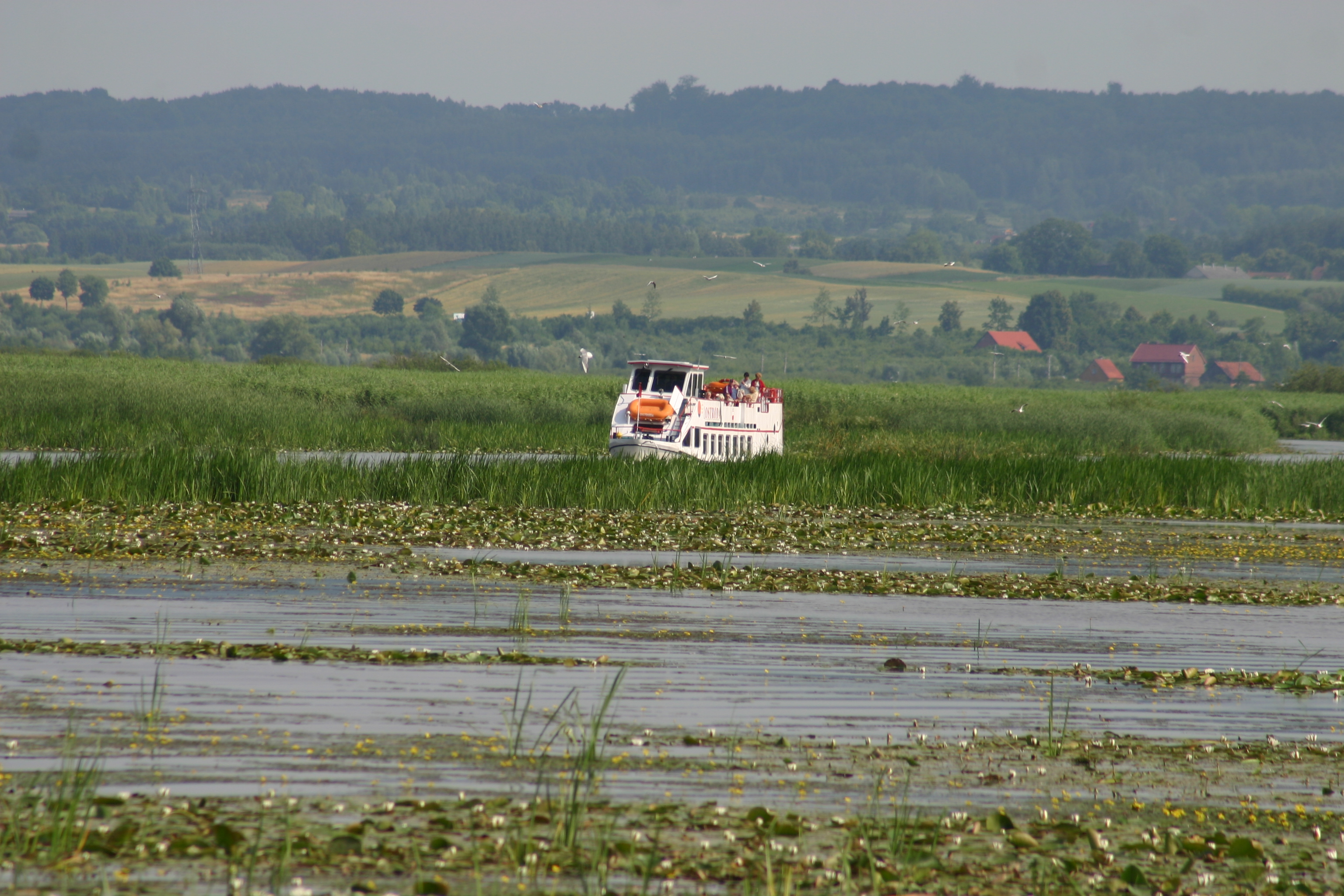
Schifffahrtslinie über den Druzno
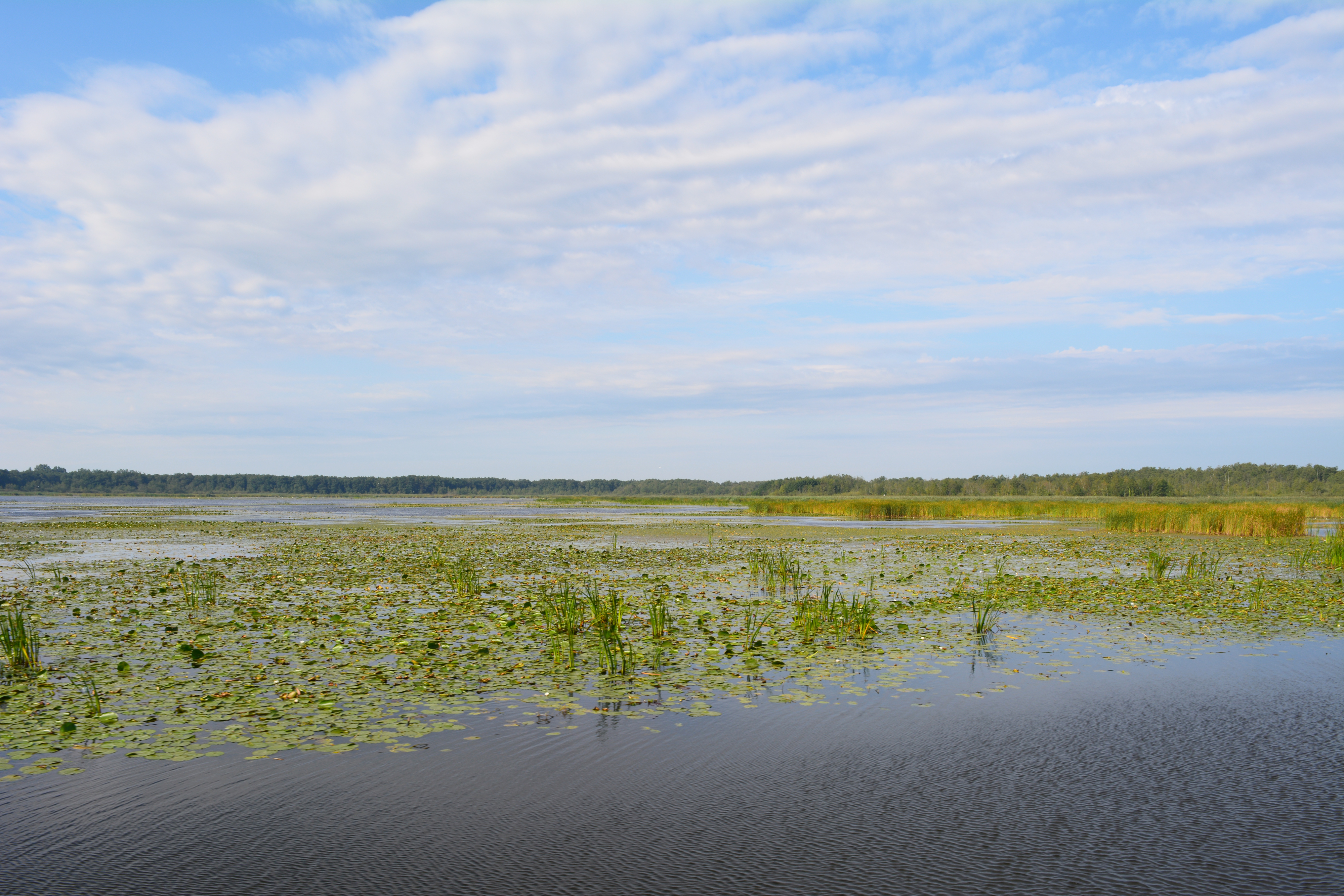
Druzno (2016)